# 南京鹏欣·水游城
南京鹏欣·水游城坐落于南京市秦淮区夫子庙商圈，高6层，地下有2层，建筑面积16.7万m2。自开业第一年以来，鹏欣·水游城实现盈利，人流量在3~5万/日，至2017年，年销售额从开业时的10亿元提升至20亿元，但在之后，其年销售额降低，2021年的年销售额仅11亿元。
从2022年开始，水游城作为一家宠物友好商场，每年会举办不同的宠物主题活动。2023年，水游城入驻了一些ACG相关的店铺，着力打造二次元氛围。

## 图集

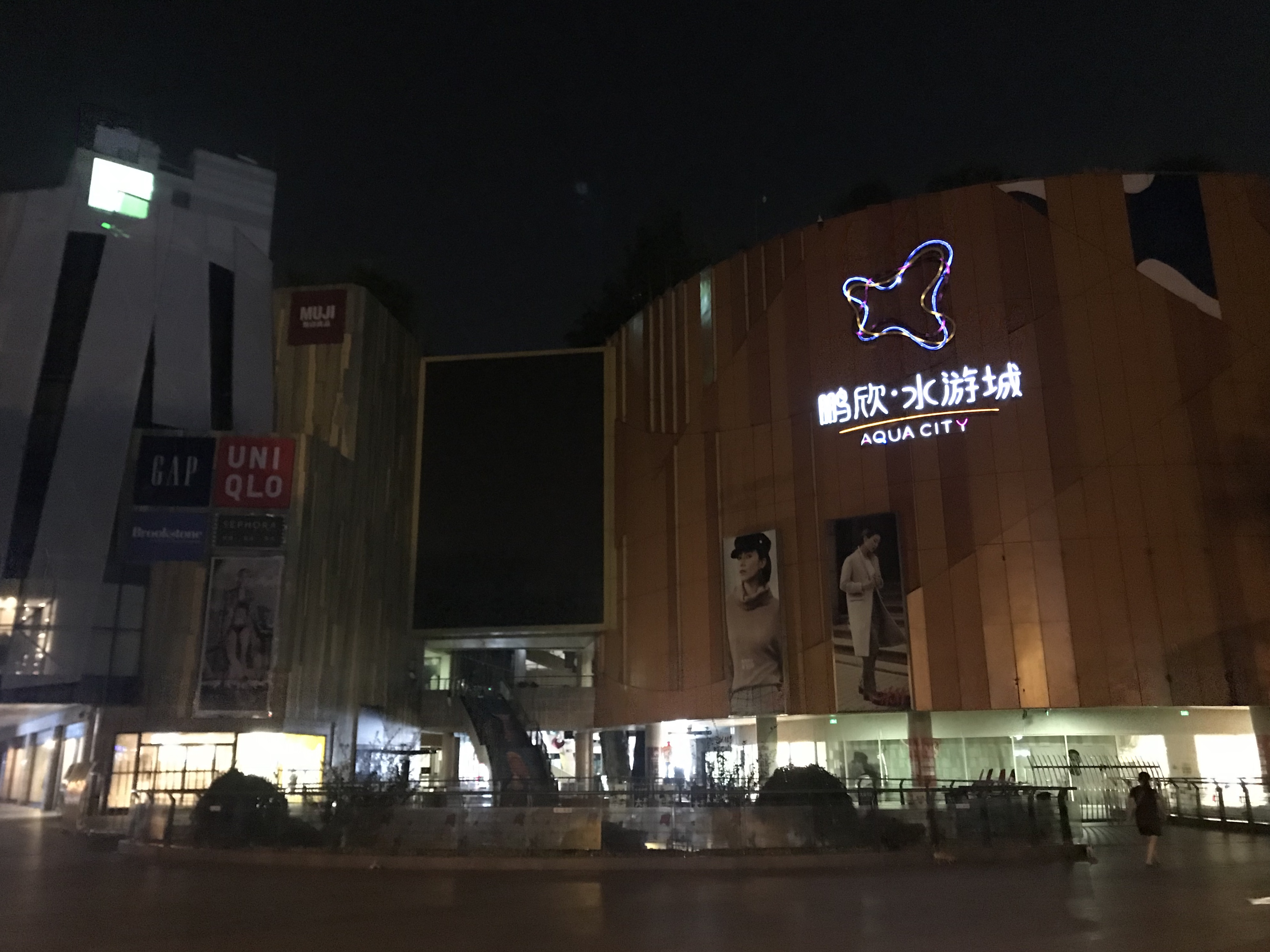
水游城夜晚时的外观
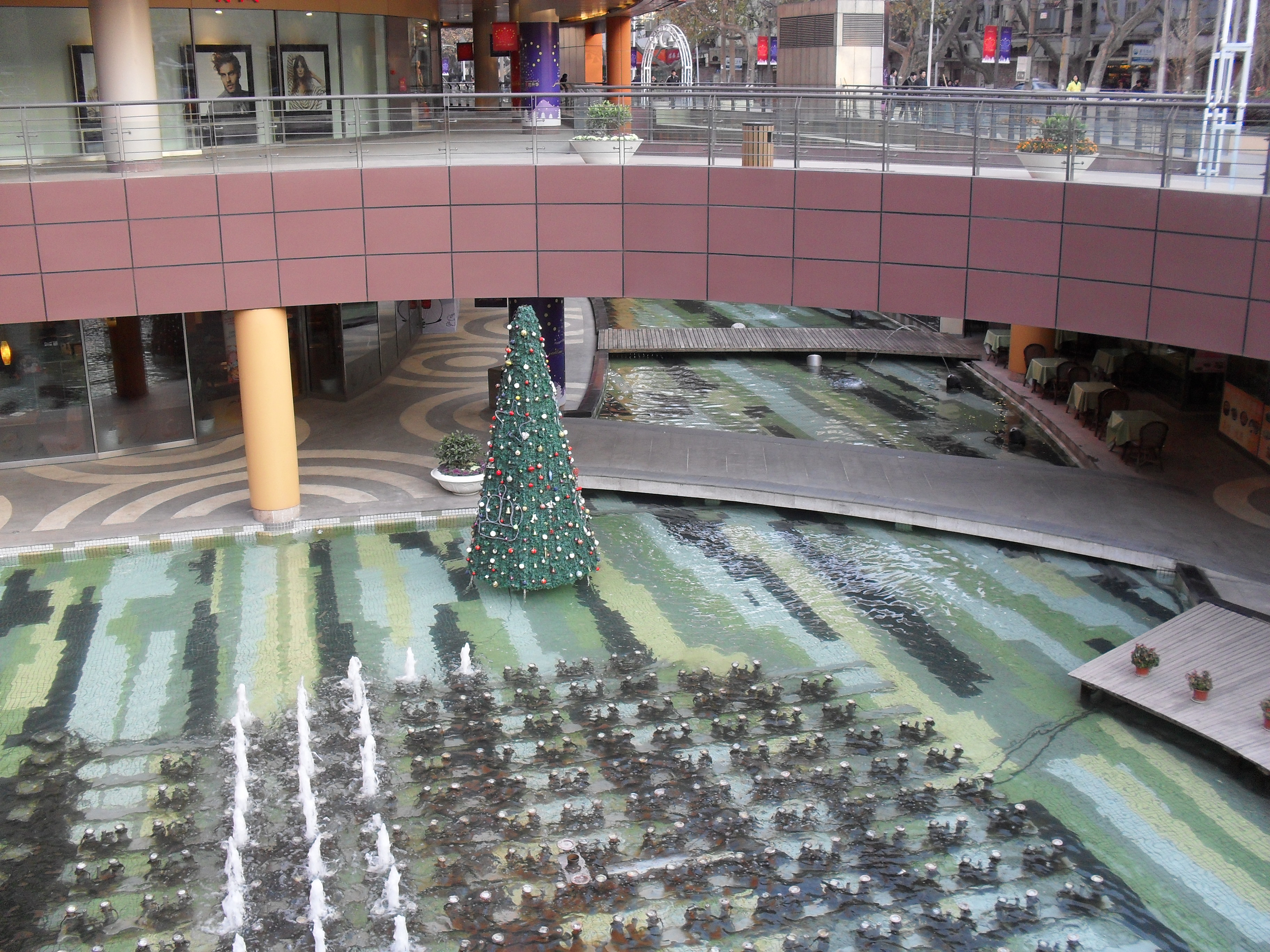
负一楼的喷泉水池
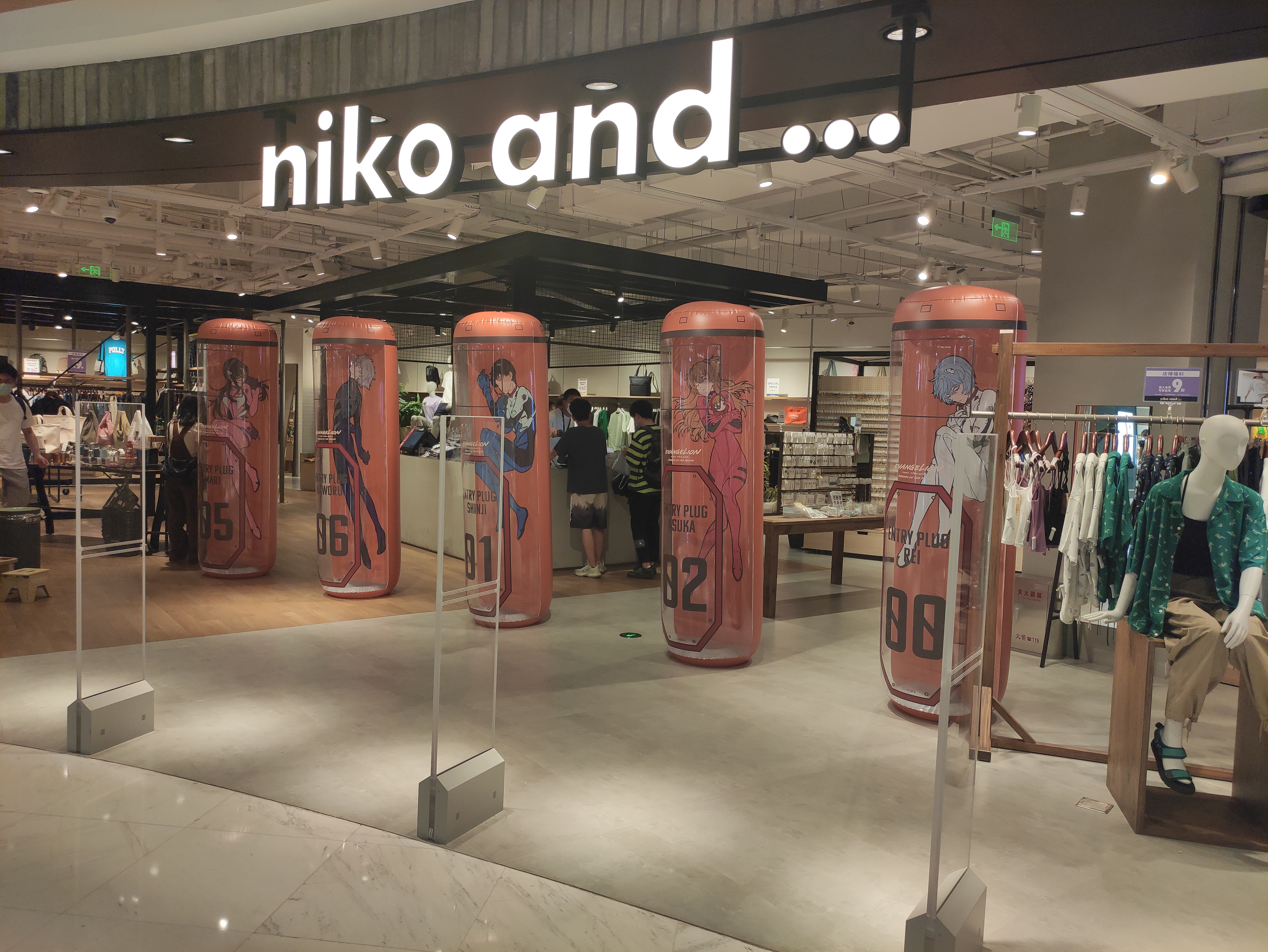
联名EVA活动的niko and ...商铺
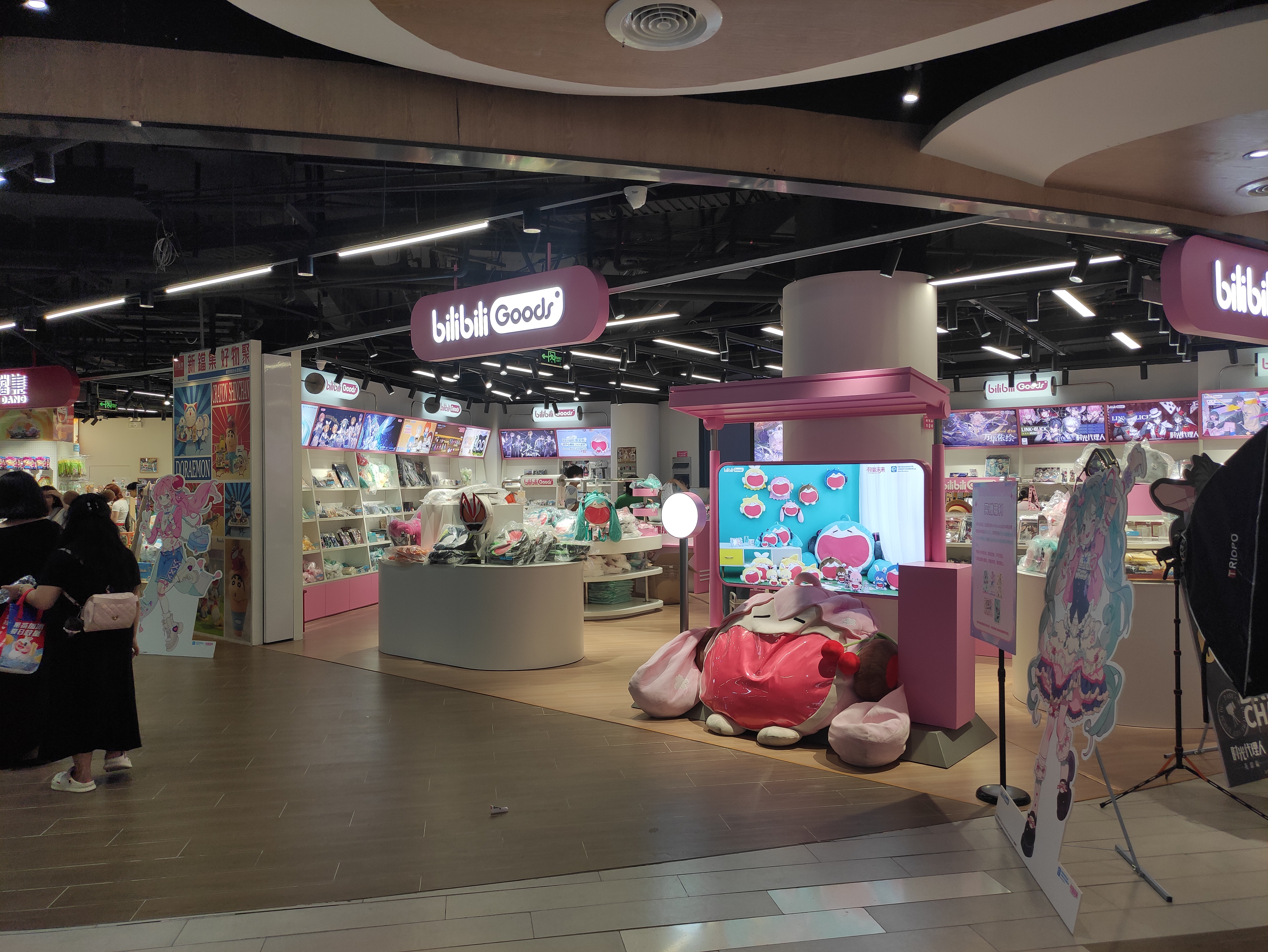
水游城3楼的Bilibili Goods商铺

## 接驳交通

### 地铁
- 地铁1号线、5号线三山街站
- 地铁3号线、5号线夫子庙站

### 公交
| 中华路·三山街 | 中华路·三山街 | 中华路·三山街 | 中华路·三山街 | 中华路·三山街    |
| 编号          | 路线          | 路线          | 路线          | 备注             |
| ------------- | ------------- | ------------- | ------------- | ---------------- |
| 2             | 中华门地铁站  | ⇆             | 墨香路总站    |                  |
| 26            | 小行小区      | ⇆             | 鼓楼公交总站  |                  |
| 44            | 宁双路东      | ⇆             | 兰园          |                  |
| 46            | 景明佳园      | ⇆             | 市口腔医院    |                  |
| 202           | 雨花台南大门  | ⇆             | 灵谷寺公园    | 原 游2           |
| 202区间       | 雨花台南大门  | ⇆             | 理工大        |                  |
| Y2            | 雨花南路总站  | ⇆             | 幕府创新小镇  | 原 802（第一代） |

## 周边
- 南京水平方
- 夫子庙